# Léon-Louis Chapon
Pour les articles homonymes, voir Chapon (homonymie).
Léon-Louis Chapon (Paris, 5 mars 1836 - L'Isle-Adam, 30 juin 1919) est un graveur et illustrateur français.
Il est connu pour avoir produit un grand nombre de gravures de reproduction pour des revues ou des monographies.

## Biographie
Léon-Louis Chapon naît à Paris le 5 mars 1836,.
Il étudie d'abord dans l'atelier d'Auguste Trichon en 1851 avant de poursuivre à l'École des beaux-arts de 1853 à 1855,.
Chapon travaille comme illustrateur pour l’Histoire populaire de la France, de Victor Duruy, le Journal pour tous, Le Tour du monde, Paris-Guide et particulièrement pour l’Histoire des peintres de toutes les écoles, de Charles Blanc, pour laquelle il produit des gravures sur bois pendant vingt ans (1856-1876),,,. Pour cet ouvrage, il est notamment chargé de reproduire le Moïse, le Pensiero, le plafond de la chapelle Sixtine et Le Jugement dernier de Michel-Ange ; à cette fin, il effectue un voyage à Rome en 1867,,.

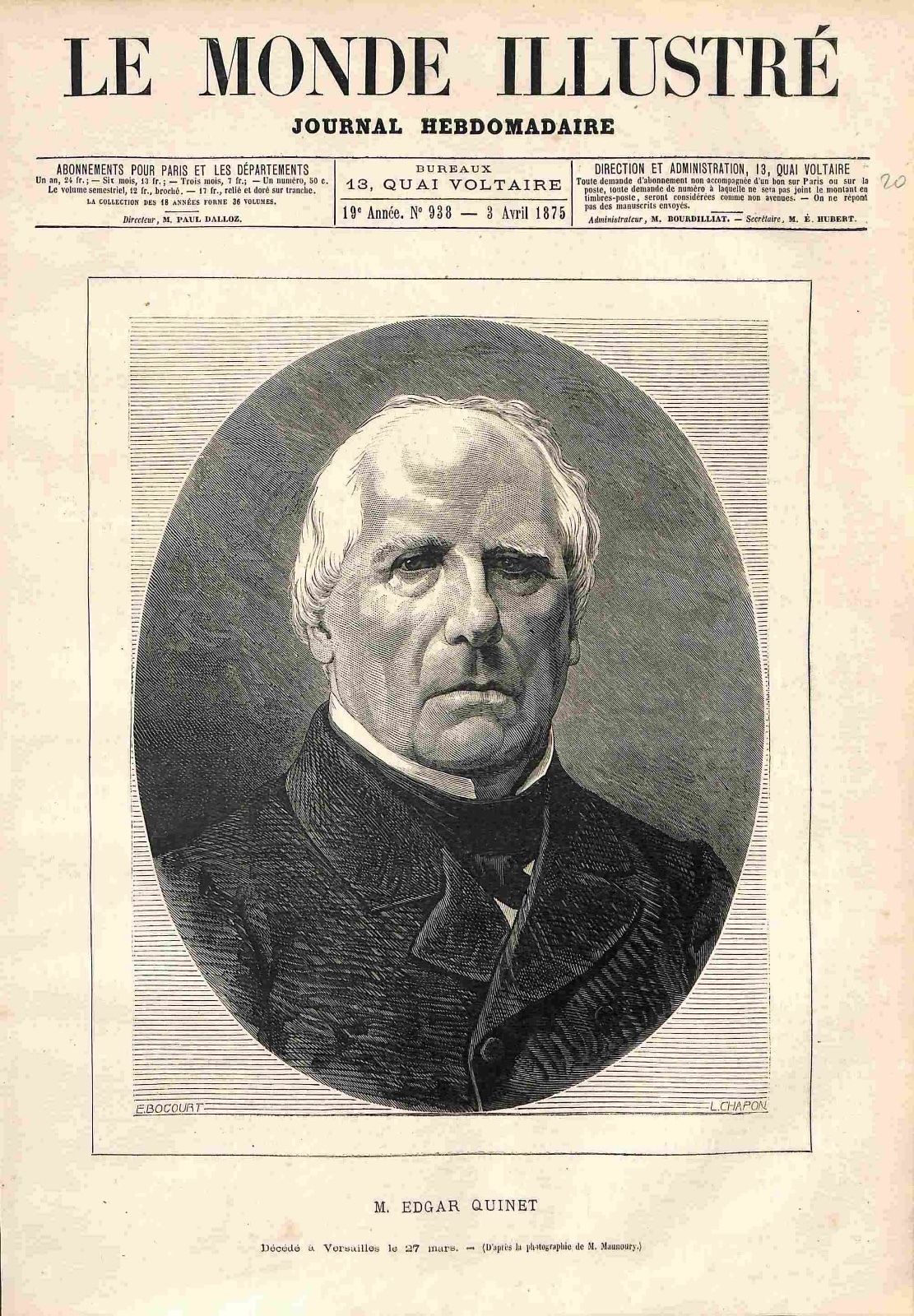
Une du Monde illustré du 3 avril 1875 avec le portrait d'Edgar Quinet par Léon-Louis Chapon (1875).

Il collabore ponctuellement à de nombreuses autres publications, parmi lesquelles Charlemagne, Saint Louis, Sainte Elisabeth de Hongrie, Saint Martin de Tours, édités par Mame, pour lesquels il a gravé d'après des dessins de Luc-Olivier Merson ; les Annales archéologiques d'Adolphe Napoléon Didron, Le Monde illustré, L'Illustration, la Bible de Gustave Doré, l’Histoire du Consulat et de l'Empire d'Adolphe Thiers, les Grandes Usines de Turgan de Jules Pichot, Le Magasin pittoresque, la Gazette des beaux-arts mais aussi des ouvrages étrangers, comme l'Illustrated Family Bible de John Cassell et The Plays of William Shakespeare, tous deux édités par Cassell Petter & Galpin à Londres,,.
Léon-Louis Chapon ne se contente pas d'illustrer des ouvrages et valorise certaines des estampes produites pour ceux-ci aux Salons annuels à partir de 1859, avec notamment neuf estampes cette année-là,. Parmi ses œuvres originales, le Bénézit met en avant ses portraits de Galloche, Guérin, Élisabeth Vigée Le Brun, Voltaire, Marie-Antoinette et ses enfants. Lors de son voyage en Italie en 1867, il produit sa « plus importante » gravure, une reproduction du Jugement dernier de Michel-Ange,. De grande taille (50 × 65 cm), elle est le fruit de longues années de travail. Pour sa part, Larousse considère L'Hémicycle des beaux-arts (exposée en 1865) comme « le plus considérable et le plus distingué de [ses] ouvrages ; M. Chapon y a fait preuve d'une grande netteté et d'une grande délicatesse d'exécution ».
Chapon obtient la médaille d'or du Salon de 1866 pour L’Attaque de la porte de Constantine,, puis une autre en 1892, ainsi que de nombreuses récompenses à l’étranger : à Vienne (1873), à Londres (1874), à Melbourne (1888). Il reçoit de plus une médaille d'or à l'Exposition universelle de 1900.
En 1864, Chapon est nommé professeur de gravure sur bois à Notre-Dame des Arts de Neuilly,.
Léon-Louis Chapon meurt à L'Isle-Adam le 30 juin 1919,.

## Œuvre
Léon-Louis Chapon est considéré comme « doué » en gravure sur bois, se rapprochant de la précision des traits de la gravure sur cuivre, ce qui lui permet d'obtenir un rendu fidèle des œuvres reproduites.
Gaïte Dugnat, Bellier et Auvray et Larousse détaillent de nombreuses estampes réalisées entre 1859 et 1900. Chapon a notamment gravé d'après Élisabeth Vigée Le Brun, Louis Tocqué, François Gérard, Jean-Baptiste Isabey, Ary Scheffer, Louis Léopold Robert, Paul Delaroche, Hans Holbein, Horace Vernet, Félix Philippoteaux, Alexandre-Gabriel Decamps, Pierre-Antoine Baudouin Bartolomé Esteban Murillo, Léon Viardot, Jean-Auguste-Dominique Ingres, Jacques-Louis David, Léonard de Vinci, Nicolas Poussin, Edmond Morin, Gerard ter Borch, Jean-Paul Laurens, Paul Baudry, Gustave Boulanger, Léon Bonnat, Fra Angelico, Hippolyte Flandrin, Georges Sauvage, Luc-Olivier Merson, Julien Le Blant, Antoine van Dyck, Eugène Froment, Gaston Vuillier, Henri Lehmann et surtout Michel-Ange, duquel il s'est beaucoup inspiré, et Étienne-Gabriel Bocourt, dont Chapon a gravé de nombreux dessins,,.

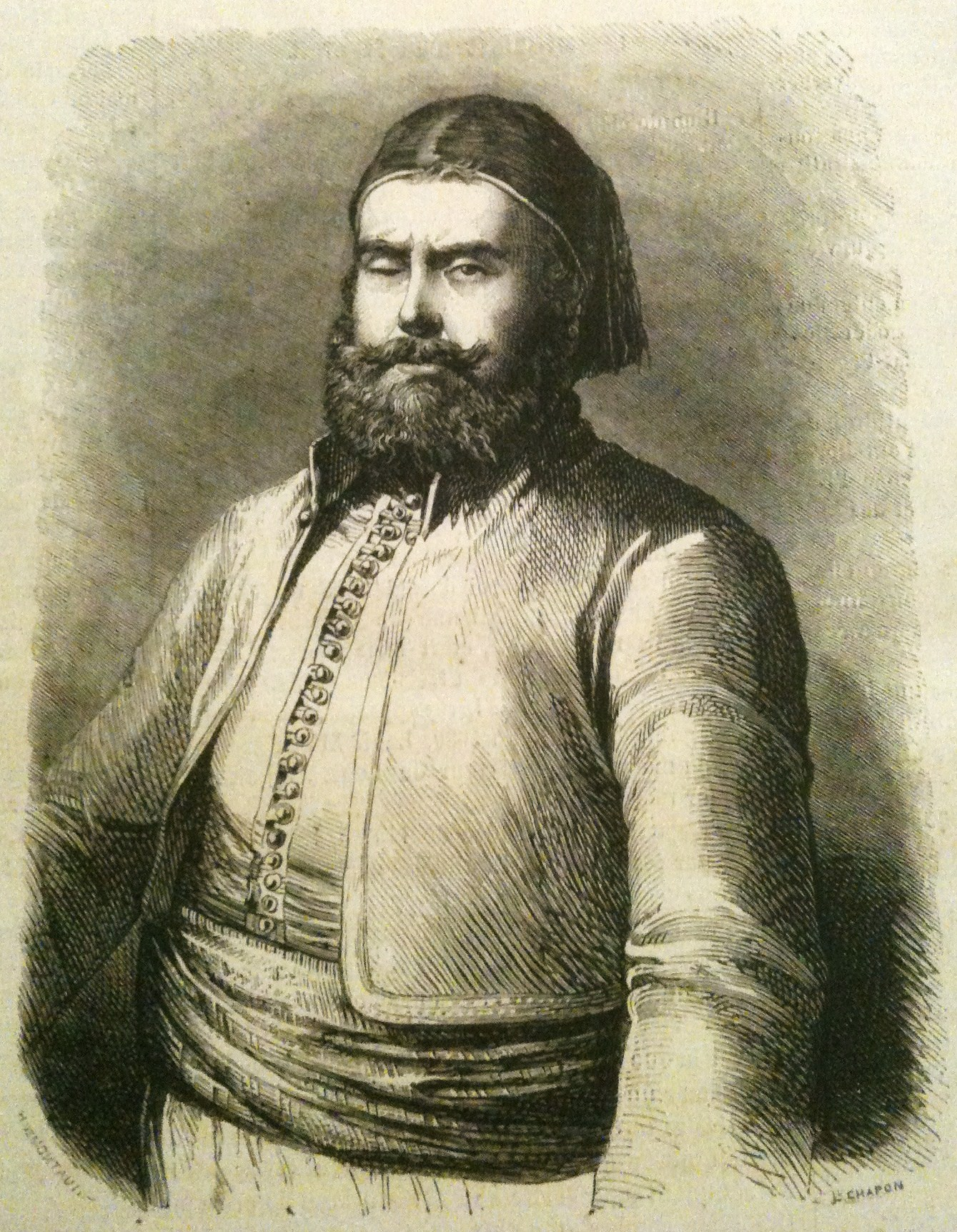
Mohamed Saïd Pacha, illustration pour Le Monde illustré d'après Henri de Montaut (1863).
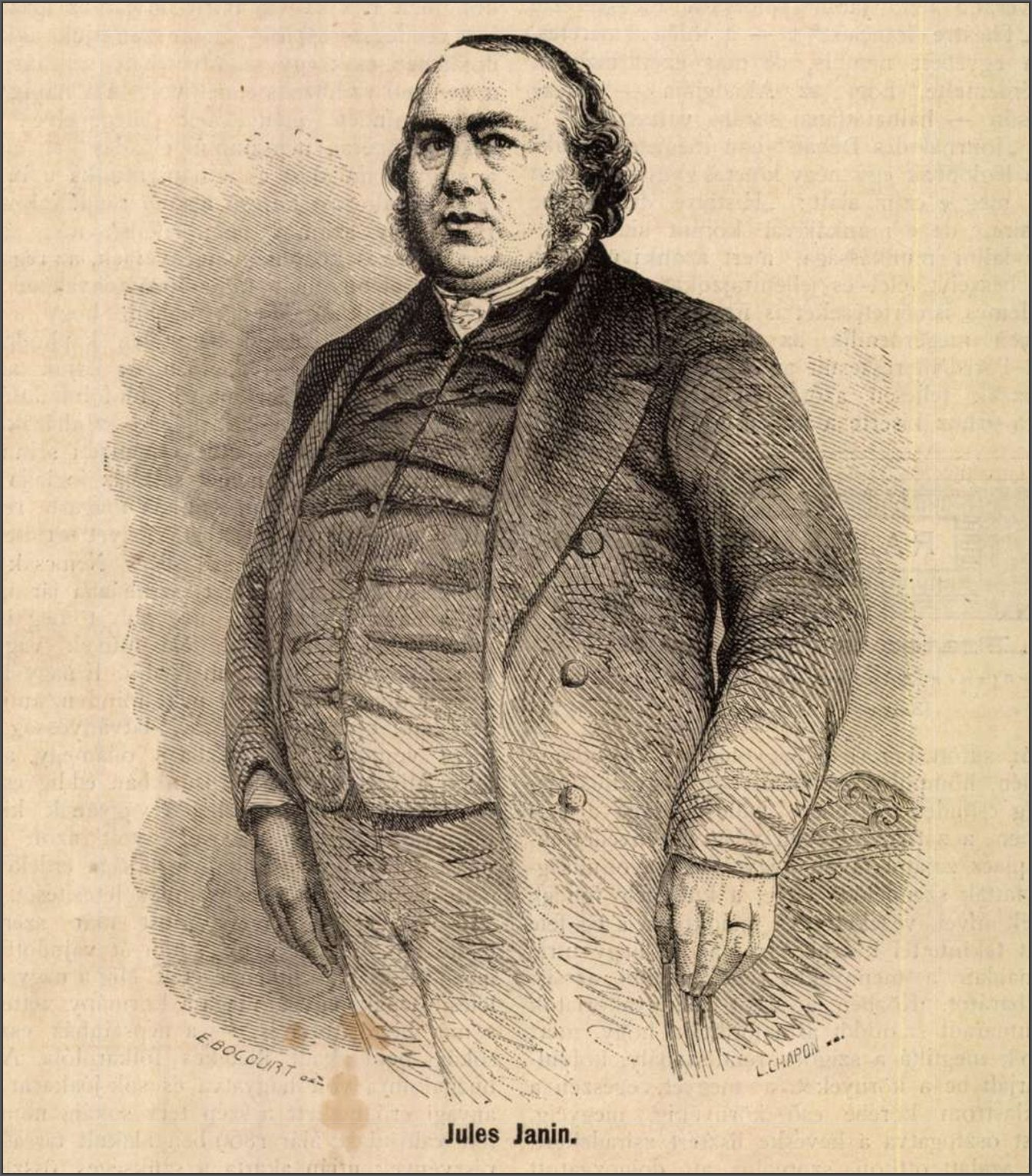
Portrait de Jules Janin d'après Étienne-Gabriel Bocourt (1874).
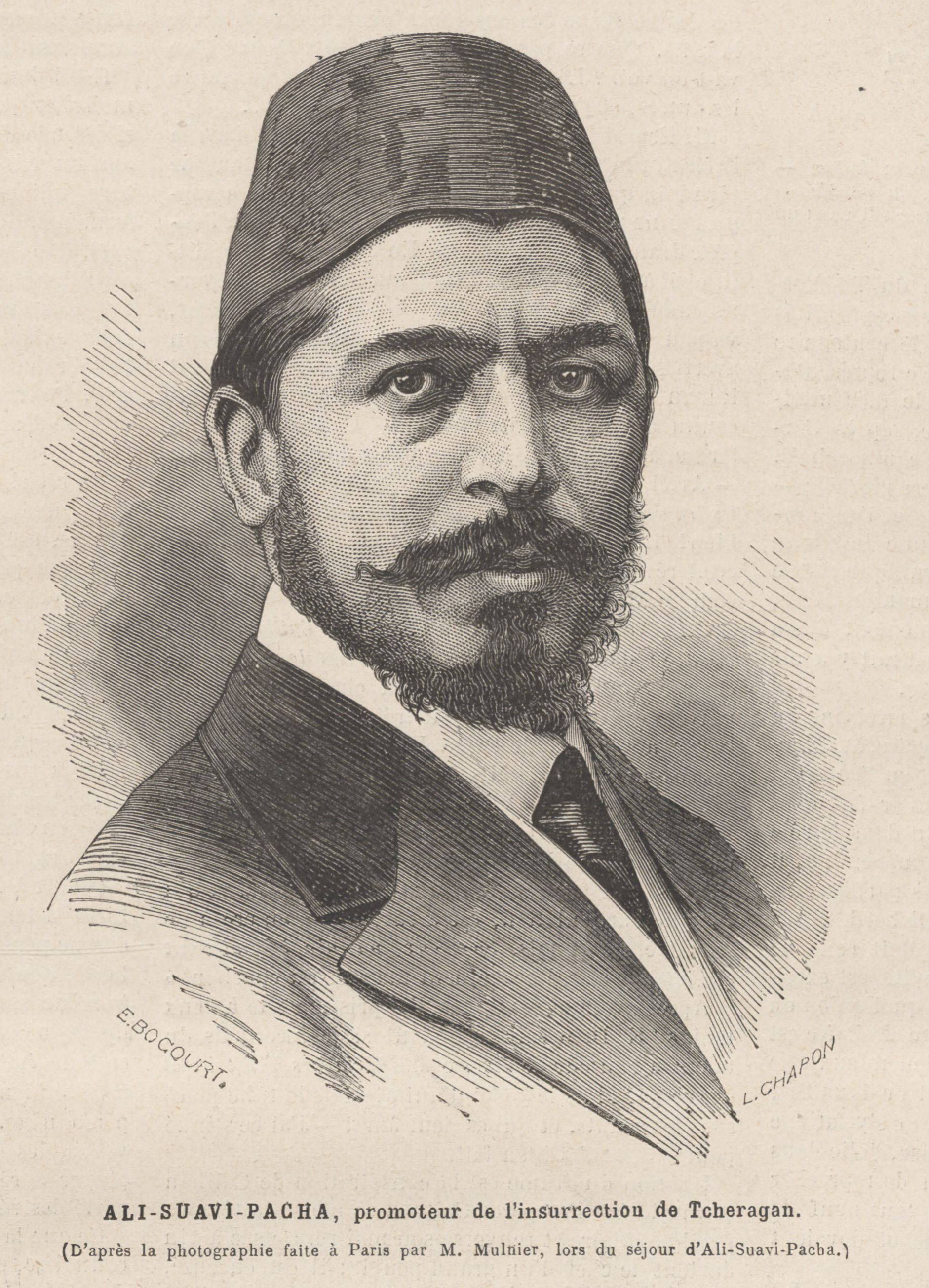
Ali Suavi, illustration pour Le Monde illustré d'après Étienne-Gabriel Bocourt (1878).
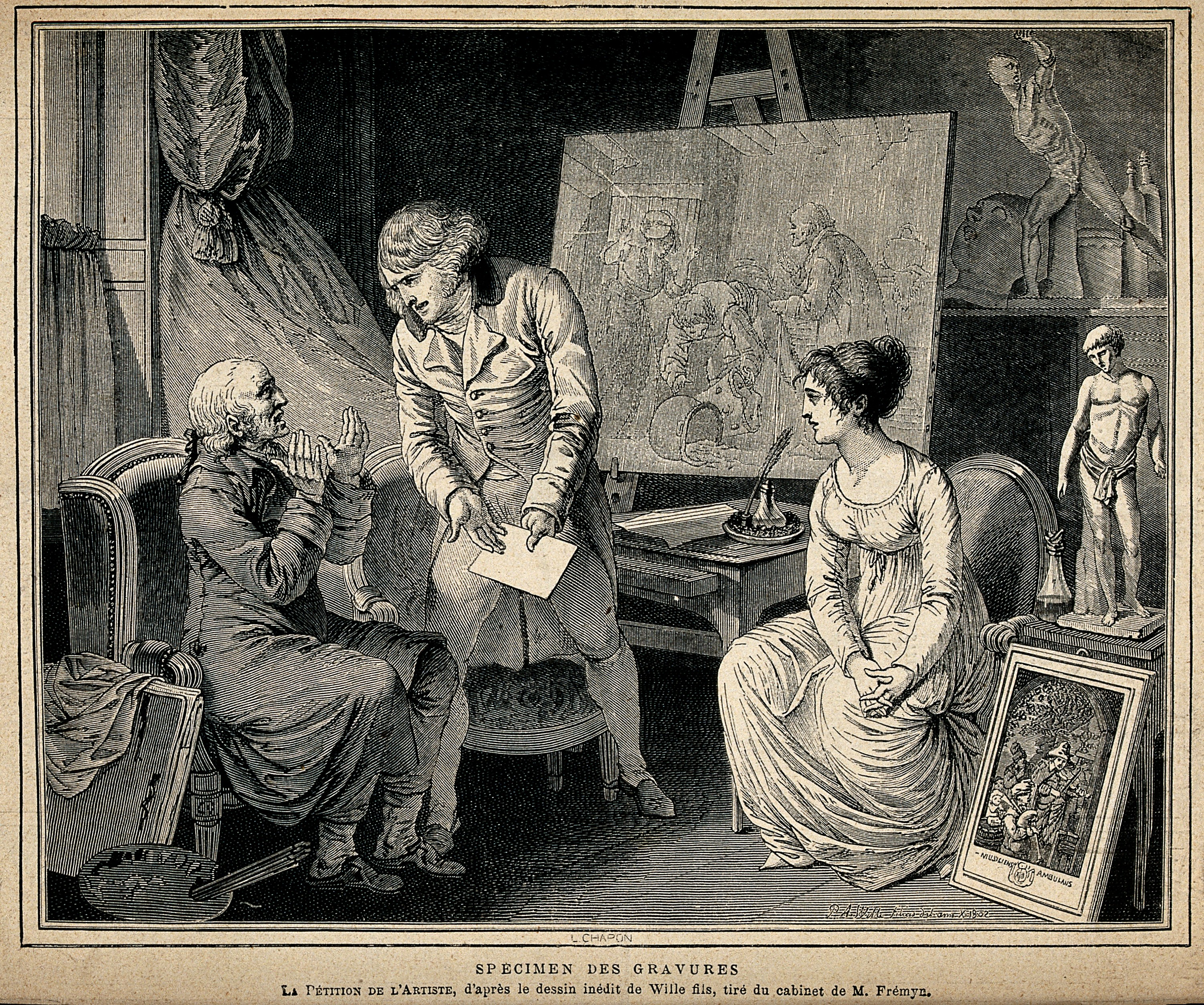
Un artiste adresse une pétition à un client âgé sous le regard d'une jeune femme assise d'après un dessin de Pierre-Alexandre Wille (1882).

On connaît une publication dont Léon-Louis Chapon est l'auteur : Le Jugement Dernier de Michel-Ange (préf. Émile Ollivier de l'Académie Française, avec une planche explicative de l'auteur), Librairie Renouard (H. Laurens, éd.), Paris, 1892, 104 p..